# Чукотский полуостров
Чуко́тский полуо́стров (Чуко́тка) — полуостров на крайнем северо-востоке материка Евразия. Омывается Чукотским морем Северного Ледовитого океана с севера и Беринговым морем Тихого океана с юга. Отделён от Аляски узким Беринговым проливом с востока. Площадь — 49 000 км².
У восточного побережья Чукотки находится остров Аракамчечен.
Это единственная континентальная часть Азии в западном полушарии.
Территория полуострова входит в Чукотский автономный округ России; на полуострове расположены Провиденский и Чукотский районы.

## История
Полуостров назван в 1728 году В. Берингом по местному народу — чукчам, проживающим, в основном, на Чукотке.

## Рельеф
Большая часть Чукотского полуострова занята нагорьями высотой до 1000 м. Над сильно расчленёнными вершинными поверхностями и склонами скальных массивов возвышаются отдельные более высокие вершины. 
Горные массивы рассечены глубокими долинами горных рек Чевтакан, Эргувеем, Нунямоваам. Наибольшие высоты приурочены к так называемому Синявинскому поднятию в районе бухты Провидения (г. Исходная, 1194 м (по другим данным — 1887 м) — высшая точка Чукотского полуострова). Горы круто обрываются к побережью, образуя серии отвесных скальных уступов. Низменности встречаются редко и, как правило, располагаются вблизи крупных лагун.

## Климат
Климат суровый, на побережьях — морской, во внутренних районах — резко континентальный. Продолжительность зимы до 10 месяцев.
Повсеместно распространена вечная мерзлота. Несквозные (мощностью до 30-40 м) талики встречаются только в нижнем течении крупных рек и под самыми крупными термокарстовыми озёрами. Температура мёрзлых пород составляет, в среднем, −10°С в осевых частях горных хребтов и −6°С в долинах рек. В целом, она повышается к бухте Провидения, что обусловлено утепляющим влиянием Тихого океана. Мощность мерзлоты также меняется от 500—700 м в самых высоких частях хребтов до 200—300 м в долинах внутренней, удалённой от моря части Чукотского полуострова.

## Флора
Территория Чукотского полуострова полностью находится в тундровой зоне. Леса повсеместно отсутствуют. Растительность представлена ивой арктической, кассиопеей четырёхгранной, голубикой, клюквой, куропаточьей травой, их высота составляет от 5 до 20 см. Реже встречаются берёза тощая, толокнянка альпийская, диапенсия лапландская. В долинах рек произрастают пойменные кустарники, образованные из различных видов ив, ольховника, ерниковых берёз. Широко представлена флора мхов и лишайников, многие из которых являются редкими.

## Фауна
Широко распространены песец и волк, а также северные олени, заяц-беляк, длиннохвостые суслики и северные пищухи, желтобрюхий и копытный лемминги. В горных районах обитает снежный баран.
На морских скальных берегах обычны многочисленные птичьи базары, где гнездятся чистик, ипатка, кайра, топорок, берингов баклан, чайки. В тундре встречаются восточно-сибирский тундровый гуменник, белолобый гусь, восточно-сибирская чёрная казарка, гагары, канадский журавль, кулик, дутыш, поморники и другие виды. На возвышенностях гнездятся белая сова, белая куропатка, американская жёлтая трясогузка, восточно-сибирский кроншнеп.

### Пресноводная ихтиофауна
- Lethenteron camtschaticum (Tilesius, 1811) — Тихоокеанская минога
- Lethenteron kessleri (Anikin, 1905) — Сибирская минога
- Lethenteron reissneri (Dybowski, 1869) — Дальневосточная ручьевая минога
- Acipenser baerii stenorhynchus (A. Nikolsky, 1896) — Длиннорылый осётр
- Alosa sapidissima (Wilson, 1811) — Сельдь-шед
- Carassius carassius jacuticus (Kirillov, 1972) — Якутский карась
- Leuciscus leuciscus baicalensis (Dybowski, 1874) — Сибирский елец
- Phoxinus perenurus (Pallas, 1814) — Озёрный гольян
- Phoxinus phoxinus (L., 1758) — Обыкновенный гольян
- Catostomus catostomus rostratus (Tilesius, 1813) — Сибирский чукучан
- Barbatula toni (Dybowski, 1869) — Сибирский усатый голец
- Esox lucius (L., 1758) — Обыкновенная щука
- Dallia admirabilis (Chereshnev, 1980) — Амгуэмская даллия
- Dallia delicatissima (Smitt, 1881) — Пильхыкайская даллия
- Dallia pectoralis (Bean, 1880) — Берингийская даллия
- Hypomesus olidus (Pallas, 1814) — Обыкновенная малоротая корюшка
- Mallotus villosus catervarius (Pennant, 1784) — Дальневосточная мойва
- Osmerus mordax dentex (Steindachner, 1870) — Азиатская корюшка
- Coregonus anaulorum (Chereshnev, 1996) — Сиг-востряк
- Coregonus autumnalis (Pallas, 1776) — Ледовитоморский омуль
- Coregonus lavaretus pidschian (Gmelin, 1789) — Сиг-пыжьян
- Coregonus laurettae (Bean, 1882) — Берингийский омуль
- Coregonus muksun (Pallas, 1814) — Муксун
- Coregonus nasus (Pallas, 1776) — Чир
- Coregonus peled (Gmelin, 1789) — Пелядь
- Coregonus sardinella (Valenciennes, 1848) — Сибирская ряпушка
- Prosopium coulterii (Eigenmann et Eigenmann, 1892) — Карликовый валек
- Prosopium cylindraceum (Pennant, 1784) — Обыкновенный валек
- Stenodus leucichthys nelma (Pallas, 1773) — Нельма
- Thymallus arcticus mertensii (Valenciennes, 1848) — Камчатский хариус
- Thymallus arcticus pallasii (Valenciennes, 1848) — Восточносибирский хариус
- Thymallus arcticus signifer (Richardson, 1823) — Аляскинский хариус
- Brachymystax lenok (Pallas, 1773) — Острорылый ленок
- Oncorhynchus gorbuscha (Walbaum, 1792) — Горбуша
- Oncorhynchus keta (Walbaum, 1792) — Кета
- Oncorhynchus kisutch (Walbaum, 1792) — Кижуч
- Oncorhynchus nerka (Walbaum, 1792) — Нерка
- Oncorhynchus tschawytscha (Walbaum, 1792) — Чавыча
- Salvelinus alpinus complex (L., 1758) — Арктический голец
- Salvelinus andriashevi (Berg, 1948) — Чукотский голец
- Salvelinus boganidae (Berg, 1926) — Боганидская палия
- Salvelinus elgyticus (Viktorovsky et Glubokovsky), 1981 — Малоротая палия
- Salvelinus malma (Walbaum, 1792) — Мальма
- Salvelinus taranetzi (Kaganovsky, 1955) — Голец Таранца
- Salvethymus svetovidovi (Chereshnev et Skopetz), 1990 — Длиннопёрая палия Световидова
- Lota lota leptura (Hubbs et Schultz, 1941) — Тонкохвостый налим
- Gasterosteus aculeatus (L., 1758) — Трёхиглая колюшка
- Gasterosteus cf. aculeatus (L., 1758) — Реликтовая трёхиглая колюшка
- Pungitius pungitius (L., 1758) — Малая, или девятииглая колюшка
- Cottus cognatus cognatus (Richardson, 1836) — Западный слизистый подкаменщик
- Cottus cf. poecilopus (Heckel, 1836) — Пестроногий подкаменщик
- Gymnocephalus cernuus (L., 1758) — Обыкновенный ёрш
- Perca fluviatilis (L., 1758) — Речной окунь